# ذو النون المصري
ثوبان بن إبراهيم، كنيته «أبو الفيض» ولقبه «ذو النون»، أحد علماء المسلمين في القرن الثالث الهجري ومن المحدثين الفقهاء. ولد في أخميم في مصر سنة 179 هـ الموافق 796 م وتوفي سنة 245 هـ الموافق 859 م.
توفي سنة: خمس وأربعين ومائتين. فائق في هذا الشأن، وأوحد وقته علماً، وورعاً، وحالاً، وأدباً. ومن المحدثين الفقهاء. ولد في أخميم في مصر سنة 179 هـ الموافق 796 م وتوفي سنة 245 هـ الموافق 859 م ومن مؤلفاته كتاب «حل الرموز وبرء الأسقام في كشف أصول اللغات والأقلام» وهو من ضمن العلماء العرب الذين سبقوا شامبليون في فك رموز الابجدية الهيروغليفية.

## سيرته
روى الحديث عن مالك بن أنس والليث بن سعد وعبد الله بن لهيعة. درس على علماء عديدين وسافر إلى سورية والحجاز. يذكر القشيري في رسالته أنه أول من عرّف التوحيد بالمعنى الصوفي وأنه أول من وضع تعريفات للوجد والسماع والمقامات والأحوال.
اتهمه معاصروه بالزندقة وحاولوا الإيقاع بينه وبين الخليفة المتوكل واصفينه بأنه أحدث علمًا لم تتكلم به الصحابة، فاستجلبه المتوكل إليه في بغداد سنة 829 م، ويقال أنه لما دخل عليه وعظه فبكى، فرده إلى مصر مكرمًا.

## من أقواله
- سمعت أحمد بن محمد يقول: سمعت سعيد بن عثمان يقول: سمعت ذا النون يقول: «مدار الكلام على أربع: حبُّ الجليل، وبغض القليل، واتِّباع التنزيل، وخوف التحويل.»
- سمعت محمد بن الحسين، رحمه الله؛ يقول: سمعت سعيد بن أحمد ابن جعفر يقول: سمعت محمد بن أحمد بن سهل يقول: سمعت سعيد ابن عثمان يقول: سمعت ذا النون المصري يقول: «من علامات المحبِّ للّه عزَّ وجلَّ: متابعة حبيب الله، صلى الله عليه وسلم، في أخلاقه، وأفعاله، وأوامره، وسننه.»
- وسئل ذو النون عن السِّفلة فقال: «من لا يعرف الطريق إلى الله، ولا يتعَرَّفه.»
- سمعت محمد بن الحسين يقول. سمعت على بن عمر الحافظ يقول: سمعت ابن رشيف: يقول سمعت أبا دجانة يقول: سمعت ذا النون يقول: «لا تسكن الحكمة معدة مُلئت طعاماً.»
- وسئل ذو النون عن التوبة فقال: «توبة العوام تكون من الذنوب، وتوبة الخواصِّ تكون من الغفلة.»
- «إن لله عبادا تركوا المعصية استحياءً منه بعد أن كانوا تركوها خشية منه؛ أفما وقد أنذرك!.»
- «ألا إن حب الله عز وأمل .. وحب غير الله خزي وخجل.»

## وفاته
توفي ذو النون في الجيزة سنة 245 هـ ودفن في مقابر أهل المعافر. وروي أن الطير الخضر أخذت ترفرف فوق جنازته حتى وصل إلى قبره.